# 坂部十寸穂

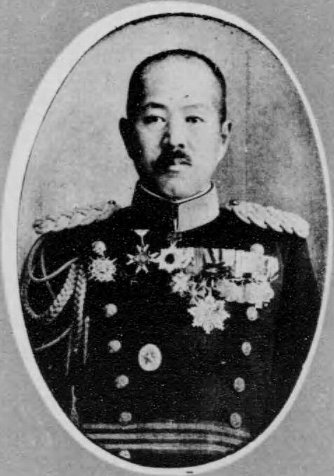
坂部十寸穂

坂部 十寸穂（さかべ としお / とすお / ますお、1877年（明治10年）12月1日 - 1930年（昭和5年）11月4日）は、日本の陸軍軍人。最終階級は陸軍中将。旧姓・寺沢。

## 経歴
高知県板野郡、後の北灘村（現徳島県鳴門市北灘町）で、徳島藩士・寺沢男也の三男として生まれた。6歳で父を失い、母方の実家、元徳島市長・坂部広織の養子となる。徳島中学校（現徳島県立城南高等学校）を経て、1895年（明治28年）12月、士官候補生となり、翌年9月、陸軍士官学校に入学。1897年（明治30年）11月、陸士（9期）を卒業。翌1898年（明治31年）6月、砲兵少尉に任官し野砲兵第15連隊付となる。
1901年（明治34年）12月、陸軍砲工学校高等科を卒業。1902年（明治35年）6月、陸軍野戦砲兵射撃学校教官となり、野砲兵第15連隊中隊長を経て、1903年（明治36年）8月、陸軍大学校に入学。日露戦争勃発により1904年（明治37年）2月、陸大を中退。1905年（明治38年）8月、第4軍副官となり出征。1906年（明治39年）3月、陸大に復校し、1908年（明治41年）11月、同校（20期）を優等で卒業した。
1908年12月、砲兵少佐に昇進し参謀本部員に就任。1909年（明治42年）6月、ロシア差遣（ハバロフスク駐在）となり、1910年（明治43年）6月に帰国。同年11月、陸大教官兼参謀本部員に就任。1914年（大正3年）9月から1916年（大正5年）5月までロシア軍に従軍した。
1915年（大正4年）4月、砲兵中佐に進級し参謀本部付となり、参謀本部員、シベリア出張などを経て、1918年（大正7年）8月、浦塩派遣軍参謀に発令されシベリア出兵に出征。同年11月、砲兵大佐に昇進。1919年（大正8年）11月、近衛野砲兵連隊長となり、第14師団参謀長、参謀本部課長などを経て、1923年（大正12年）8月、陸軍少将に進級し陸大幹事となった。
1927年（昭和2年）7月、野戦重砲兵第4旅団長に就任し、1928年（昭和3年）3月、陸軍中将に進み砲兵監に就任。1930年（昭和5年）8月、第3師団長に親補されたが、同年11月に現職で死去した。

## 親族
- 弟 寺沢厳男（心理学者）[3]